# 東新町 (豊橋市)
東新町（ひがししんまち）は、愛知県豊橋市の地名。

## 地理
豊橋市中央部に位置する。東は東田町・瓦町通1丁目・南瓦町、西は西新町・舟原町、南は向山西町、北は南旭町に接する。

## 歴史

### 人口の変遷
国勢調査による人口および世帯数の推移。
| 1995年（平成7年）  | 371世帯 911人 |  |
| 2000年（平成12年） | 331世帯 788人 |  |
| 2005年（平成17年） | 307世帯 703人 |  |
| 2010年（平成22年） | 340世帯 750人 |  |
| 2015年（平成27年） | 331世帯 738人 |  |

### 沿革
- 寛永年間 - もとは新町と称していたものが、同じく吉田城下東惣門に今新町が成立したことにより、元新町と改称[2]。
- 明治初年 - 渥美郡元新町を改称し、同郡東新町が成立[3]。
- 1878年（明治11年） - 豊橋村の一部となる[3]。
- 1895年（明治28年） - 豊橋村の一部より、豊橋町東新町が成立[3]。
- 1906年（明治39年） - 豊橋市東新町となる[3]。
- 1958年（昭和33年） - 一部が南旭町・西新町に編入される[3]。
- 1933年（昭和8年）・1958年（昭和33年）・1964年（昭和39年） - 東田町・西新町・旭町・舟原町・老松町・瓦町の各一部を編入している[3]。

## 交通
- 国道1号[1]

## 施設
- 豊橋市身体障害者総合福祉会館[1]
- 豊橋ひまわり保育園[1]
- 蒲郡信用金庫旭支店[1]
- 県営東新町住宅[1]
- NTT豊橋電報電話局路線分室[1]
- 真宗高田派願成寺[1]

### WEB
1. ↑  “愛知県豊橋市の町丁・字一覧”.   人口統計ラボ. 2023年4月13日閲覧。
2. ↑  総務省統計局 (2017年1月27日). “平成27年国勢調査の調査結果(e-Stat) - 男女別人口及び世帯数 －町丁・字等” (CSV). 2021年7月21日閲覧。
3. ↑  “愛知県豊橋市の郵便番号一覧”.   日本郵便. 2023年4月13日閲覧。
4. ↑  “市外局番の一覧” (PDF).   総務省 (2022年3月1日). 2022年3月22日閲覧。
5. ↑  総務省統計局 (2014年3月28日). “平成7年国勢調査の調査結果(e-Stat) - 男女別人口及び世帯数 －町丁・字等” (CSV). 2021年7月20日閲覧。
6. ↑  総務省統計局 (2014年5月30日). “平成12年国勢調査の調査結果(e-Stat) - 男女別人口及び世帯数 －町丁・字等” (CSV). 2021年7月20日閲覧。
7. ↑  総務省統計局 (2014年6月27日). “平成17年国勢調査の調査結果(e-Stat) - 男女別人口及び世帯数 －町丁・字等” (CSV). 2021年7月21日閲覧。
8. ↑  総務省統計局 (2012年1月20日). “平成22年国勢調査の調査結果(e-Stat) - 男女別人口及び世帯数 －町丁・字等” (CSV). 2021年7月21日閲覧。
9. ↑  総務省統計局 (2017年1月27日). “平成27年国勢調査の調査結果(e-Stat) - 男女別人口及び世帯数 －町丁・字等” (CSV). 2021年7月21日閲覧。

### 書籍
1. 1 2 3 4 5 6 7 8 9  「角川日本地名大辞典」編纂委員会 1989, p. 1794.
2. ↑  「角川日本地名大辞典」編纂委員会 1989, p. 1333.
3. 1 2 3 4 5 6  「角川日本地名大辞典」編纂委員会 1989, p. 1114.